# Such a Little Pirate
Such a Little Pirate è un film muto del 1918 diretto da George Melford.

## Trama
Obadiah Wolf, un vecchio marinaio, vuole ritrovare un tesoro nascosto in un'isola dei Mari del Sud. Per poter partire con il suo schooner, la Laughing Lass, deve fare un ultimo pagamento a Ellory Glendenning. Costui è un truffatore che imbroglia Obadiah per poter mettere le mani sulla nave che poi vuole vendere al governo.
Bad-Eye, un pirata, scopre che Obadiah ha tatuato sul petto una mappa che lo porterà al tesoro. Così lo costringe a portarlo con sé all'isola. Nel frattempo, Glendenning con suo figlio Harold, prendono la Laughing Lass, intimando al fidanzato di Patricia, la nipote del vecchio marinaio, di partire. Durante una tempesta, Patricia e Rory, il suo fidanzato, riescono a prendere il controllo dello schooner e possono sbarcare così sull'isola. Lì, trovano il tesoro e salvano Obadiah da Bad-Eye, che viene lasciato a terra, mentre loro ritornano a bordo, abbandonando l'isola.
Al ritorno, Glendenning è costretto a riconsegnare il battello a Obadiah, mentre l'esercito si prenderà cura di suo figlio Harold.

## Produzione
Il film fu prodotto dalla Famous Players-Lasky Corporation. Durante le riprese, venne usato il titolo di lavorazione The Laughing Lass.

## Distribuzione
Distribuito dalla Famous Players-Lasky Corporation e dalla Paramount Pictures, uscì nelle sale cinematografiche USA il 6 ottobre 1918.